# El volcán de oro
El volcán de oro ("Le Volcan d'or") es una novela del escritor francés Jules Verne publicada en 1906 del 1 de enero (volumen 23, número 265) al 15 de diciembre (volumen 24, número 288). Es el único libro publicado en dos volúmenes después de la muerte del escritor. Durante muchos años este libro estuvo bajo la lupa de los críticos, ya que se ignoraba cuánto de él había sido modificado por Michel Verne, hijo del desaparecido escritor. 
En 1989, la Société Jules Verne (Sociedad Jules Verne), dirigida por Oliver Dumas, pudo hacerse con el manuscrito original y publicarlo íntegro. Incluye 8 documentos contemporáneos. 
La historia narrada en esta novela se desarrolla durante la Fiebre del Oro.

## Argumento
Los primos Ben Raddle y Summy Skim viven en Montreal (Canadá), y viajan al Yukón para conocer la última voluntad de su fallecido tío Josias Lacoste. Una vez en Dawson City, un terremoto sepulta sus esperanzas. Entristecidos, los dos primos descubren - gracias al francés Jacques Laurier - la existencia de una mina de oro que, casualmente, está en el Cráter volcániclcán.

## Controversia de la publicación original
A la muerte de Jules Verne, su hijo Michel entregó al editor una lista con 7 novelas, las cuales se siguieron publicando de manera continua. Sin embargo, llegó un momento en que se rebasó esa cantidad, y Michel continuaba publicando novelas, "descubiertas" entre los escritos personales de su padre, de cuya autoría se empezó a dudar. Lo cierto es que la obra "La agencia Thompson y Cía." fue escrita enteramente por Michel, y muchos de los escritos de Verne padre habían sido modificados parcialmente. Durante años fue imposible saber cuánto se había respetado realmente de la obra original.

## Publicación corregida
Durante un siglo, la duda permaneció, hasta que en 1989, la Sociedad Julio Verne recuperó estos escritos y publicó una pequeña edición del original de "El volcán de oro" para los miembros de dicha sociedad. 
En 1998, gracias al trabajo de Piero Gondolo della Riva, fue publicada una edición para el gran público.
En esta edición se respetó totalmente el manuscrito original, ya que era una edición aún no corregida. Jules Verne trabajaba a la par en varios libros, por lo que acostumbraba a dar una última revisión a cada uno, y, durante ella, incluso definía los nombres propios de los protagonistas y corregía fechas o distancias dudosas: solía poner un signo de interrogación cuando sabía que necesitaba corregir la información. Esta edición también incluye pequeños espacios en blanco dejados por el autor.
"El volcán de Oro" de Jules Verne dista bastante de la publicación de Michel, ya que Verne fue un desencantado de las riquezas y sobre todo del oro. El autor da a la obra un sentir: que la búsqueda del ansiado metal lleva siempre a la codicia y, por tanto, a la desdicha y a la muerte, algo que desde su primera obra, "Cinco semanas en globo", hace presente; y lo vuelve a mostrar en toda su obra, como ocurre en "Los quinientos millones de la begún", por lo que el desenlace puede ser previsible: el regreso sin la fortuna deseada.
La versión de Michel, por lo tanto, desvirtúa totalmente el espíritu de la obra: no hay que olvidar el deseo juvenil de Michel de crear rápidamente fortuna, cosa muy de boga en su tiempo. El regresar los buscadores poseyendo una fortuna da al traste con el deseo de Verne, y más el cambiar dos religiosas por unas lindas primas que terminarán casadas con los protagonistas.

### Personajes de la obra original
- Summy Skim. Francocanadiense.  32 años. Terrateniente y cazador.

- Ben Raddle. Primo de Summy. 34 años. Ingeniero.

- Josias Lacoste. Tío de Summy y de Ben. Aventurero y prospector.

- Snubbin. Notario de Montreal. Canadiense.

- Capitán Healy. Presidente del sindicato profesional angloestadounidense Transportation and Trading Co. en Dawson-City.

- Hunter. Aventurero de maneras brutales. Tejano, de sangre estadounidense y española.

- Malone. Compañero de Hunter. De carácter similar.

- Boyen. Pacífico prospector noruego. Nativo de Christiana.

- La Hermana Marthe. De la orden de las Hermanas de la Misericordia. Francocanadiense. 32 años.

- La Hermana Madeleine. Compañera de la Hermana Marthe. De la misma orden y también francocanadiense. 20 años.

- Bill Stell. Canadiense. Explorador dedicado ahora a la guía y el transporte en expediciones. 50 años.

- Neluto. Miembro del personal de Bill Stell. Piloto. Indio del Klondike. Unos 40 años. Fue guía de los cazadores de la Compañía de la Bahía de Hudson.

- Doctor Pilcox. Anglocanadiense. Unos 40 años. Médico, cirujano, farmacéutico y dentista de Dawson-City.

- William Broll. Subdirector del sindicato profesional angloestadounidense Transportation and Trading Co.

- Mayor James Walsh. Unos 50 años. Comisario general de los territorios del Yukón.

- Lorique. Capataz al servicio de Josias Lacoste, y después de Ben Raddle. Francocanadiense. UNos 40 años.

- Jacques Laurier. Prospector francés, natural de Nantes. 42 años. Encontrado moribundo por Summy Skim. Antes de morir, le facilita la ubicación del "Golden-Mount" a Ben Raddle.

- Harry Brown. Prospector anglocanadiense. Socio de Jacques Laurier.

- Krasak. Indio de Alaska. De unos 40 años. compañero de Hunter y de Malone.

- Stop. Perro de Summy Skim.

- Jefe de Fort McPherson.

### Personajes añadidos por Michel Verne
- Jane Edgerton. 22 años. Prospectora.

- Edith Edgerton. 22 años. Prima de Jane.

- Patrick Richardson. Herrero irlandés. Jayán (entonces) que mide 1,80 metros de estatura. De pocas luces. Jane Edgerton lo toma a su servicio.

## Modificaciones de personajes hechas por Michel Verne
- Las primas Edgerton sustituyen a las monjas de la historia original.

- El indio Neluto, hombre perspicaz en la historia original, presenta en la versión de Michel Verne un carácter mucho más zafio.

- El prospector francés Jacques Laurier es rebautizado Ledun sin razón aparente.

## Lista de capítulos

### Volumen 1
- 1.	El legado de un tío.
- 2.	Los dos primos.
- 3.	De Montreal a Vancouver.
- 4.	Vancouver.
- 5.	A bordo del Football.
- 6.	Skagway.
- 7.	El Chilkoot.
- 8.	En el Lago Lindeman.
- 9.	Del Lago Benett a Dawson City.
- 10.	Klondike.
- 11.	En Dawson City.
- 12.	De Dawson City a la frontera.
- 13.	La parcela.
- 14.	Explotación.
- 15.	La noche del 5 al 6 de agosto.

### Volumen 2
- 1.	Un invierno en Klondike.
- 2.	La historia del agonizante.
- 3.	Las consecuencias de una revelación.
- 4.	Circle City.
- 5.	Descubrimientos.
- 6.	Fort Macpherson.
- 7.	El Monte del Oro.
- 8.	La audaz idea de un ingeniero.
- 9.	La caza del alce.
- 10.	Inquietudes mortales.
- 11.	A la defensiva.
- 12.	Ataque y defensa.
- 13.	La erupción.
- 14.	De Dawson City a Montreal.